# 1313 (album)
1313  è il primo album del gruppo progressivo belga Univers Zero pubblicato nel 1977. L'LP originale e la ristampa su CD del 2008 sono intitolati semplicemente Univers Zero.

## Tracce
Lato A
1. Ronde – 15:13 (Daniel Denis)
2. Carabosse – 3:46 (Daniel Denis)

Lato B
1. Docteur Petiot – 7:45 (Roger Trigaux)
2. Malaise – 7:58 (Roger Trigaux)
3. Complainte – 3:27 (Daniel Denis)

## Formazione
- Michel Berckmans: fagotto
- Daniel Denis: percussioni
- Patrick Hanappier: violino, viola, violoncello
- Roger Trigaux: chitarra
- Emmanuel Nicaise: harmonium, spinetta
- Christian Genet: contrabbasso
- Marcel Dufrane: violino